# Juchitlán (Jalisco)
Juchitlán es una localidad del estado mexicano de Jalisco. Es cabecera del municipio de Juchitlán.

## Demografía
| Gráfica de evolución demográfica |
|                                  |

| Censo | Población |
| ----- | --------- |
| 1900  | 2 611     |
| 1910  | 2 675     |
| 1921  | 2 794     |
| 1930  | 2 325     |
| 1940  | 2 354     |
| 1950  | 2 668     |
| 1960  | 3 091     |
| 1970  | 3 583     |
| 1980  | 3 418     |
| 1990  | 3 617     |
| 2000  | 3 532     |
| 2010  | 3 468     |
| 2020  | 3 528     |